# イナズマン (架空の人物)
イナズマンは、特撮テレビドラマ『イナズマン』とその派生作品に登場するキャラクター。
作品によって、変身する者の設定や変身後のデザインなどは異なるが、「サナギマン」というサナギをモチーフとした状態を経て、チョウをモチーフとした「イナズマン」という超能力で闘う戦士に変身するという設定は共通している。

## 登場作品
- 漫画
  - イナズマン
  - イナズマンVSキカイダー
- テレビシリーズ・映画
  - イナズマン
  - イナズマンF
  - オーズ・電王・オールライダー レッツゴー仮面ライダー
  - 仮面ライダー×仮面ライダー ウィザード&フォーゼ MOVIE大戦アルティメイタム
  - 仮面ライダー×スーパー戦隊×宇宙刑事 スーパーヒーロー大戦Z
- アニメ
  - ギターを持った少年 -キカイダーVSイナズマン-
- ゲーム
  - スーパーヒーロー作戦 ダイダルの野望
  - スーパー特撮大戦2001
  - 特撮冒険活劇 スーパーヒーロー烈伝
- トレーディングカードゲーム
  - スーパーヒーロー戦線 スクランブルデュエル
  - クロスギャザー

## 作品別の解説

### テレビシリーズ
渡 五郎（）
テレビシリーズ『イナズマン』および続編『イナズマンF』の主人公。
『イナズマン』
東南大学の3年生。大学ではサッカー部に所属している。新人類帝国のイツツバンバラに襲われていた大木サトコとカツミを助けたことから自分が超能力者である事実を知り、少年同盟に加盟。人類の自由のために新人類帝国と戦うことを決意する。
性格は明るく、正義感が強いが、感情的になり易い一面もあり、生き別れの母・シノブ（正体はバラバンバラ）が帝王バンバに殺された際には普段の冷静さを失い、怒り任せに単身で基地へ突っ込み、窮地に陥った。
変身前でも超能力が使え、人間の数十倍もの聴力を持つ。腕が折れるなどの重傷を負うと変身できなくなる。少年同盟の制服は本人だけ藍色を基調としている（一般団員は橙色。「イナズマン」の項を参照）が、着ていたのは番組の前半のみであった。
- 第24話で警察の現場検証に参加する描写があるが、少年同盟員ゆえに捜査への介入が許可されるのか否か、詳細は不明。

『イナズマンF』
新たな敵デスパー軍団の無差別攻撃に周囲の人々を巻き込むことを恐れて大学の寮を引き払い、荒井とともに地下50メートルに作られた基地に隠れ住んでいる。
前作では一定のポーズを取らなければサナギマンに変転することは不可能だったが、『F』からは拘束状態でも変転を果たせるほど超能力が向上している模様。
渡五郎の服装については、『イナズマン』では前半に着ていた同盟員服姿の場合を除いてラフなものだったが、『イナズマン』第24話および『イナズマンF』からは背広姿が基本となる。
サナギマン
渡五郎が「ゴーリキショーライ!」のコールで変転した超人。
『イナズマン』
まるで岩石のような風体で防御力に優れた肉体と怪力を武器にしているが、実際は「サナギ」というその名の通り、五郎が持つ能力ではいきなりイナズマンには変身できないため、そのエネルギーを充填するための中間形態でしかない。そのため、劇中ではファントム兵士たちに殴られ、よろめきながら耐える描写が度々みられた。また、五郎がサナギマンに変身する前にダメージを受け過ぎた場合、変身後もエネルギーが集中できなくなってイナズマンに変転できなくなるため、敵の攻撃に耐えてそのエネルギーを吸収しなければならない。全神経を集中させることで遠見が可能。
変転プロセスは二度変更されている。
- スーツは第5話で変更された。石森章太郎によるデザイン画ではベルトがなく、第1回スチール撮影会でのスーツもベルトがついていない。

『イナズマンF』
変身ゲージがこれまでより早く頂点に達するようになり、第8話以降ではサナギマンからすぐにイナズマンに変転できるほどになっている。
- スーツは前作よりも濃い茶色に再塗装された。

イナズマン
ベルトのゲージが頂点に達してエネルギー充填を完了したサナギマンが「チョーリキショーライ（超力招来）！」のコールで二段変転した超人。サナギマンの表皮が弾け飛んでイナズマンの姿になる。青を基調としたデザインで、原作漫画よりもヒーロー然としている。
『イナズマン』
念動力や瞬間移動、逆転チェスト、稲妻拳法など、後述する多彩な超能力や電撃技、拳法風の技を駆使して戦う。「チェスト!」が技を使用する際の掛け声。黄色のマフラーは伸縮や変形が可能。マフラーの色は第24話からオレンジ色になる。
- 第1話のみ触角を回転する描写がある。
- 造形はエキスプロダクションが担当。肩と胸のプロテクターはFRP製。原作にない、アーマー状に覆われている肩周辺のデザインには相当苦労したらしく、残されているイナズマンの写真にはNGとなったものが多数ある。第2回スチール撮影会でのNGスーツは肩と胸のアーマーが二段重ねになったスライド式であった。このほか、スチール撮影会の第1回と第2回では、塗装などが完成作品でのスーツとそれぞれに異なっている。

『イナズマンF』
首に巻かれたオレンジ色のマフラーには、新たに稲妻を意匠化した黒いF（フラッシュ）のマークが描かれている。
戦闘では空手アクションを多用するようになり、超能力はあまり使わなくなった。しかし、超能力そのものはゼーバーの性能もあって向上している。
映画『オーズ・電王・オールライダー レッツゴー仮面ライダー』
キカイダー、キカイダー01、快傑ズバットとともに登場。
ジェネラルシャドウのトランプショットを逆転チェストで返し、必殺技稲妻真空チェストをジェネラルシャドウに放つ。
テレビシリーズでの最終的な姿である『イナズマンF』における姿ではなく、『イナズマン』でバンバと交戦していたころの姿での登場。
- イナズマンらの登場はプロデューサーの白倉伸一郎により提案されたもので、「人によって一番好きなヒーローは違うはず」という考えに基づき、仮面ライダー以外のヒーローを登場させることを意図している。

### 『仮面ライダー×仮面ライダー ウィザード&フォーゼ MOVIE大戦アルティメイタム』
『仮面ライダーフォーゼ THE MOVIE みんなで宇宙キターッ!』での宇宙鉄人キョーダインに続くオマージュキャラクターとして登場した。デザインや設定は漫画版をベースにテレビ版の設定を取り入れたものとなっている。イナズマンとサナギマンのデザインは麻宮騎亜が担当した。
- 『仮面ライダーフォーゼ』の主人公・如月弦太朗が教師となって生徒同士を和解させるというプロットを検討する中で「超能力者」という案に行き着き、プロデューサーの塚田英明の提案によりイナズマンとなった[15][17]。主人公が大学生であったテレビ版ではなく高校生の漫画版を基にすることで、弦太朗との教師と生徒という構図が成立している[15]。

風田 三郎（）
名前は漫画『イナズマン』の風田サブロウより。漫画同様、変身する際には身にまとっている服が破け散る。
映画『仮面ライダー×仮面ライダー ウィザード&フォーゼ MOVIE大戦アルティメイタム』
新天ノ川学園の弦太朗のクラスである1年A組に在籍する超能力を持った問題児で、怪人同盟のリーダー。
自分を含めた超能力者たちを「新人類」と称し、弦太朗や美代子らを「旧人類」と見下すなど、表面上は傲慢な性格であるかのように振舞っているが、実際には繊細な心の持ち主で、幼少期から自分の能力を家族やクラスメイトなどに恐れられてきた経緯から、深い悲しみや葛藤を抱えており、そのトラウマゆえに周囲の人間（怪人同盟のメンバー以外）を信じることができないでいた。
サナギマン・イナズマンにならずとも人や物を軽々と吹き飛ばす強力な念動力を操るうえ、かつてゾディアーツとの死闘を勝ち抜いてきた弦太朗とほぼ互角の身体能力も持っている。変身する際に衣服を切り裂いてしまうため、「怪人同盟」のメンバーの中で唯一、何度か服装が変わっている。
再集結した仮面ライダー部の活躍により、自分たちが唯一信頼を置こうとしていた番場の本性を知ったことで人間不信の気をさらに強めて自暴自棄になりかけてしまうも、自分の過ちに気づいて謝ってきた美代子や、「自分で作った殻は自分で破れる」ことを教えるためにフォーゼドライバーを焼却炉へ捨てた弦太朗の行動を見たことで心を開き、「新たな自分に生まれ変わる」と宣言してイナズマンに変身する。ヘラクレス・ゾディアーツを撃破して美代子を助け出すと美代子と友達になり、最後は自分たちの超能力を正義のために使うことを決意し、「怪人同盟」を新たに「少年同盟」として再スタートさせた。
映画『仮面ライダー×スーパー戦隊×宇宙刑事 スーパーヒーロー大戦Z』
未来から弦太朗を助けに現れる。その際、弦太朗を「先生」と呼ぶが、弦太朗は何のことかよく分からず困惑していた。

サナギマン
「剛力招来！」の掛け声で超能力で肉体を変異させ、変転した姿。基本カラーは茶色。
木のようにも見える頑強な皮膚で覆われており、デザインはオリジナルの要素を残しつつも、赤い血管を思わせる筋やゾディアーツのコアを彷彿とさせる部位など多くの点で差異が見受けられる。
- 三郎役の須賀健太とスーツアクターの渡辺淳は、サナギマンを「三郎の怒りの象徴」と解釈している。
- 原作の漫画版では、サナギは拘束具であったため、そのイメージも取り入れられた。
- マスクはワンオフで制作され、原典やかつての怪人のスーツと同様に、「眼」を活かした造形のため、スーツアクターは目の周囲を黒く塗っている。スーツはあくまでサナギであることから、岩に見えないよう半光沢の処理を施しており、マスクと胸プロテクターは別パーツで、後は一体構造となっている。

『仮面ライダー×仮面ライダー ウィザード&フォーゼ MOVIE大戦アルティメイタム』
大柄な身体から繰り出す重量級の格闘技や、変身前でも使用していた念動力を駆使して戦う。防御力もきわめて高く、フォーゼのライダーロケットパンチやエレキステイツの攻撃すら受けつけない。
『仮面ライダー×スーパー戦隊×宇宙刑事 スーパーヒーロー大戦Z』
スペース蜘蛛男に苦戦するフォーゼの危機を救うために登場する。なお、スペース蜘蛛男との戦闘では、テレビシリーズにおける敵に苦戦するサナギマンからイナズマンへの変転シーンに流れていたナレーションが使用された。

イナズマン
サナギマンから「超力招来！」の掛け声で外皮が弾け飛んでさらに変転した姿。基本カラーは青。変身完了した後の決め台詞は「自由の戦士、イナズマン！」。
- デザインは漫画版を意識しており、手足や局所のみ黒い部分がある他は裸身に近くなっている。サナギマンでは赤かった血管を思わせる筋やコアを彷彿とさせる部位は黄色になっている。羽根はアゲハチョウをモチーフとしており、放電を伴った形でデザインしている。
- 触覚はワイヤーをビニルで被覆している。マスクは首までの一体型で、余った部分をスーツの中に入れ込んでいる。電飾が眼に仕込まれており、発光させることも可能。デザイン画と同様に、眼には原典の走査線に対してデジタルプロジェクターのノイズのイメージで、薄く線が横に走っている。スーツはタイツ生地ではなくウレタン注形で、結構な強度があるパーツで構成され、裸の超能力者であることを表現している。琥珀をイメージしたエナジーターミナルに身体に描かれた稲妻がすべて繋がっているという構成となっている。

『仮面ライダー×仮面ライダー ウィザード&フォーゼ MOVIE大戦アルティメイタム』
最初はサナギマンとしてフォーゼと敵対していた三郎が、弦太朗と和解して心を開いたことから能力をさらに開花させ、イナズマンへの変身能力を取得する。終盤ではフォーゼドライバーを破棄した弦太郎に代わってヘラクレス・ゾディアーツと戦い、これを撃破した。
サナギマンとは対照的に細身になっており、スピーディーな格闘戦を得意とする。また、サナギマン以上に強力な超能力を持っており、ヘラクレス・ゾディアーツが放つホロスコープスの残留エネルギーを駆使した衝撃波をも跳ね返すほどの念動力を使用できるほか、背中から蝶の羽根を思わせるオーラを発生させ、空中を飛行することも可能となっている。
得意技は敵の技を反射させ、敵にそのままぶつける逆転チェスト、両腕にエネルギーを込めて手刀と共に念力の刃を放つ念力チョップ、竜巻で敵を拘束する稲妻タイフーン。必殺技は稲妻をまとった右の手刀で敵を切り裂き、さらに上空から強力な稲妻を落とす超力イナズマ落とし。とどめの際には「チェスト！」と叫ぶ。
『仮面ライダー×スーパー戦隊×宇宙刑事 スーパーヒーロー大戦Z』
スペース蜘蛛男との戦闘中にサナギマンから変身し、フォーゼと共にスペース蜘蛛男を倒した。

## イナズマンの超能力・技
超力イナズマ落とし
最も多用された必殺技。両腕から赤色光線を連射しながら敵の頭上に急降下し、そのままパンチを決める。最後のパンチは編集で省略されることもある。この名称で呼ばれるのは第7話からで、それまではイナズマ拳法電撃チェストと呼称されていた。しかも第1話では、敵を掴んで一緒にジャンプしてパンチを放つだけの技だった。
逆転チェスト
超能力で敵の技を再現して浴びせ返す。破壊された建物の復元も可能。応用技として、イツツバンバラの強力火柱攻めをはね返した強力火柱返し、第2話で決壊したダムを元に戻した復元稲妻返し、カゼバンバラの風竜巻をはね返して竜巻内の真空で捕らえた稲妻真空返しがある。
ゼーバー・逆転チェスト
『イナズマンF』から登場。赤い突起を展開したゼーバーを掲げ、相手の攻撃を反射する。第3話で初めて使用され、第15話では決壊したダムを元に戻す際にも使用している。第21話ではスプレーデスパーの放った捕獲網「スプレースパイダー」に捕縛されるも、この能力で逆にスプレーデスパーを捕縛した。
解凍能力（名称不明）
『F』から登場。凍りついた相手を指差して念力を放ち、解凍する。ジェットデスパーに凍らされた姉弟を救出した。
ゼーバー・イナズマンエネルギー
『F』から登場。黄色い突起を展開したゼーバーを掲げて相手に生命力を分け与える。破傷風で倒れた幸治少年を救うために第14話で使用。
ゼーバーシュート
『F』から登場。ゼーバーを敵に投げ付け、稲妻状の突起で突き刺す。第14話の合体ウデスパー戦で使用し、弱点である眉間を貫いて動きを止めた。
念力キック
『F』から登場。ジャンプして、宙返りをしてから飛び蹴りを食らわす。主に繋ぎ技として使用されるが、ボイラーデスパー戦では決め技となった。
念力パンチ
『F』から登場。敵目掛けて飛び込み、強烈なパンチを打ち込む。主に繋ぎ技として使用されるが、ナイフデスパー戦では決め技となった。
イナズマンパワーキック
『F』から登場。空中で縦回転しながらの両足蹴り。ハサミデスパーのハサミホークを破壊した。
イナズマンきりもみキック
『F』から登場。空中回転でひねりを加えたキックを繰り出す。ジェットデスパー2号を倒した。
イナズマンフラッシュキック
『F』から登場。必殺の飛び蹴り。念力キック、念力パンチとの連続使用でハンマーデスパー2を倒した。
マフラー稲妻走り
マフラーを巨大な鎖に変える。倒壊するビルを引っ張って支えるほどの強度を持つ。普通の大きさの鎖に変えたり、マフラーを伸縮させて敵を縛ることも可能。
透視能力
隠れた敵や異空間に閉じ込められた人間を発見する能力。
ゼーバー・透視チェスト
『F』から登場。透視能力の強化版。黄色い突起を展開したゼーバーを掲げ、透視能力を働かせる。初使用は第5話。

念動力
ミュータントのみが使える空間移動の術。スナバンバラの砂地獄に閉じ込められた少年を助けた。
テレパシー
念力で遠くの超能力者と会話する。体内のエネルギーを多く使用する。
瞬間移動
精神力により瞬間移動する。初使用は第11話。
ゼーバー・テレポーテーション
『F』から登場。瞬間移動の強化版。青い突起を展開したゼーバーを掲げ、瞬間移動する。ライジンゴーごと移動可能。初使用は第4話。

イナズマ拳法車返し
敵の頭を背後から両足で挟み、そのまま回転して投げ飛ばす必殺技。ミズバンバラを倒した。
イナズマ拳法回転蹴り
敵と平行してジャンプし、バック宙返りをしてから飛び蹴りを放つ必殺技。ホネバンバラを倒した。
念力パンチ、念力キック、念力チョップ
念力を込めた打撃攻撃で、遠くの敵や隠れた敵を攻撃する。第11話でファントム兵士たちに使用。
宇宙三段蹴り
第15話で使用。空中で前転からのキックを3回繰り返し、ファントム兵士3体を1体ずつ倒した。
逆転稲妻返し
指先から赤い稲妻を放出する必殺技。ユキバンバラを倒した。
大車輪稲妻放射
ベルトの風車を回転させて稲妻を放射する。カビ津波と化したカビバンバラを怯ませた。
ベルトが変形する場面ではNG版ベルトが使用されている。
マフラー稲妻カッター
マフラーを投げ、途中で稲妻形のカッターに変形させて敵にぶつける。カビバンバラにダメージを与えた。
稲妻影崩し
目を光らせ、カゲバンバラの杖を破壊し、さらにカゲバンバラの命の源である黒い太陽を粉砕した技。
稲妻光線返し
腕をL字型に組んで電撃を放つ。カガミバンバラの作り出した鏡に発射して次々と反射させ、敵に命中させて倒した。
稲妻タイフーン
第1話で使用。触覚を回転させて風を起こし、火災を消し止めた。
稲妻真空チェスト
指を突き出して狙った範囲を真空にし、対象を爆発させる。ヒャクメバンバラの巨大要塞・マンモスアイを内部から爆破した。
マフラーコンクリート固め
マフラーを噴射口に変形させてコンクリートを射出し、敵を固める。体を砂に変えられるスナバンバラに使用。
稲妻マフラー水走り
マフラーを相手の頭上に伸ばし、そこからシャワーを浴びせる。水が弱点のツチバンバラに大ダメージを与えた。
念力飛ばし
念力で敵を他の場所に転送する。第11話でファントム兵士たちに使用。
地割れチェスト
地割れを起こす。アブラバンバラの地を走る炎攻撃を止めるために使用。
稲妻旋風返し
風を巻き起こして相手を吹き飛ばす。第23話で使用。
別の世界に引きずり込む能力
周囲に一時的に異次元を作り出す。ガスバンバラに使用。
幻
第15話でタカシ少年を狙うファントム兵士たちに対し、タカシの幻を見せて惑わせた。
イナズマンミラクルチェスト
『F』から登場。2体に分身しながら飛び跳ねて敵を幻惑し、隙を誘う。初登場は第8話。
ミラクルパンチ
『F』から登場。イナズマンミラクルチェストの応用技。分身体と共に念力パンチを打ち込む。

ゼーバー・イナズマンフラッシュ
ゼーバーの稲妻状のアンテナを立て、増幅された雷撃を放つ。『イナズマン』最終話でバンバを倒した必殺技。『F』では主要必殺技として多用される。
『イナズマン』では「ゼーバー・イナズマショック」と呼ばれたが、『F』第1話で同じシーンが流れる際には「ゼーバー・イナズマンフラッシュ」に吹き替えられ、以後この名称が用いられている。

## ライジンゴー
テレビシリーズのみ登場。ポピーの玩具シリーズ「ポピニカ」ではライジン号という名称で発売された。
『イナズマン』
少年同盟の指導者キャプテン・サラーが五郎にプレゼントした万能戦闘車。赤と黄色に塗られた派手なデザインをしている。定員は5名。
フロント部分は咆哮とともに口のように開閉し、噛み付き攻撃が可能なほか、内部からミサイル砲4門やネットを発射する。下顎による挟み込み攻撃も可能。車体後部からは煙幕を噴射する。自動操縦も可能で、イナズマンに呼ばれれば陸海空いかなる場所へでも飛来し、自動車形態から主翼を展開させてマッハ3で飛行する飛行形態に変形して新人類帝国の戦闘機を次々と打ち落とす。また。主翼のローターによって、垂直離着陸が可能。
イラストレーター・ライターとして知られる遠藤イヅルによれば、ベース車はいすゞ ベレットGTだという。
『イナズマンF』
『F』での活躍は初期のエピソードに集中しており、後半にはほとんど登場しない。
従来のミサイルや噛み付き戦法、体当たりに加え、ローター部分を直角に曲げて敵の攻撃をはね返す逆転ジェットスクリュー（第2話）、潜水モードに変型しての水中潜行、ライジンゴー潜水（第2話・第8話）、口からドリルを出しての地中潜行、ドリルライジンゴー（第3話）など、新たな能力を見せた。
第23話の改訂稿シナリオでは、サデスパーを倒した後にライジンゴーが活躍する場面が用意されていたが、カットされた。

## ゼーバー
『イナズマン』『イナズマンF』
『イナズマン』の最終話（25話）で、バンバによって特殊な牢に捕えられたイナズマンが、ベルト右脇のパーツと自身の目・触角の一部を加工して作り上げた超能力増幅器。ベルト右腰のケースに収納される。
大きさは後年の市井にまで普及した携帯電話ほどであり、イナズマ状のアンテナを2本と、3色のレンズ付きアンテナを収納している。赤いレンズは逆転チェストを、青いレンズはテレポーテーションを、黄色のレンズは透視能力を増幅させる。
- ゼーバーの設定はドラマ性の重視以外にも、あまりにサナギマンの弱さが目立ってしまったことや、イナズマンの技が多彩であった反面、『仮面ライダー』におけるライダーキックのような代表的な必殺技がなかった、という反省に基づく強化策だった。

『ウィザード&フォーゼ MOVIE大戦アルティメイタム』
番場影人が5年の歳月をかけて開発した超能力増幅器。アクマイザーの計画に利用するため、イールが持ち去ってしまう。
- オリジナルでは主にイナズマンが使用したが、本作品ではサナギマンが使用する。デザインは石森プロの田嶋秀樹が担当した。

## イナズマンを演じた人物

### 俳優
- 伴大介（当時：伴直弥）：『イナズマン』『イナズマンF』（渡五郎）
- 須賀健太：『仮面ライダー×仮面ライダー ウィザード&フォーゼ MOVIE大戦アルティメイタム』（風田三郎）
  - 渋谷樹生：『仮面ライダー×仮面ライダー ウィザード&フォーゼ MOVIE大戦アルティメイタム』（幼少期の風田三郎）

### スーツアクター
- 中村文弥：『イナズマン』[35]
- 中村祐：『イナズマン』
- 岡田和也：『オーズ・電王・オールライダー レッツゴー仮面ライダー』
- 渡辺淳：『仮面ライダー×仮面ライダー ウィザード&フォーゼ MOVIE大戦アルティメイタム』
- 藤田慧：『仮面ライダー×スーパー戦隊×宇宙刑事 スーパーヒーロー大戦Z』

### 声優
- 山口勝平：『ギターを持った少年 -キカイダーVSイナズマン-』
- 石川英郎：『オーズ・電王・オールライダー レッツゴー仮面ライダー』
- 須賀健太：『仮面ライダー×スーパー戦隊×宇宙刑事 スーパーヒーロー大戦Z』[注釈 8]